# Harold Barton
Harold „Harry“ Barton (* 3. August 1910 in Leigh; † 1969 in Sheffield) war ein englischer Fußballspieler. Als Rechtsaußen, der auch auf den anderen Offensivpostionen eingesetzt werden konnte, war er vor allem vor dem Zweiten Weltkrieg als Spieler des FC Liverpool und Sheffield United bekannt. Mit Sheffield erreichte er im Jahr 1936 das Endspiel des FA Cups.

## Sportlicher Werdegang
Barton war in jungen Jahren Amateurfußballer bei den Whitegate Juniors, bevor er im November 1928 beim Erstligisten FC Liverpool unter dem damaligen Trainer George Patterson anheuerte. Bis zu seinem Debüt in der Profimannschaft dauerte es knapp ein Jahr, wobei das Duell am 9. Oktober 1929 gegen die Blackburn Rovers mit einem 1:1-Remis endete. Als Stürmer fiel es ihm zunächst schwer, sich einen Stammplatz zu erobern und nach insgesamt zwölf Einsätzen in der Saison 1929/30, blieb er auch zu Beginn der Spielzeit 1930/31 häufig unberücksichtigt. Ab November 1930 gelang ihm schließlich der sportliche Durchbruch mit insgesamt 26 Ligapartien, wobei er sein erstes Tor erst am 7. Februar 1931 in einem Spiel gegen Newcastle United erzielte. Sein bestes Jahr in Liverpool war die Saison 1932/33, in der Barton nicht nur 36 Pflichtspiele absolvierte, sondern auch 13 Tore erzielte, darunter ein Hattrick beim spektakulären 7:4-Sieg gegen den Lokalrivalen FC Everton am 11. Februar 1933. Er galt ligaweit als einer der schnellsten Spieler, wobei er aber neben seiner bevorzugten Position auf dem rechten Flügel auch als Mittelstürmer eingesetzt wurde. Dessen ungeachtet verlor Barton im Verlauf der Saison 1933/34 seinen Stammplatz in Liverpool und im Juni 1934 wechselte er zu Sheffield United, das kurz zuvor in die zweite Liga abgestiegen war.
Bei dem Zweitligisten war Barton zumeist eine feste Größe in der Mannschaft und wurde auf beiden Außenpositionen eingesetzt, wenngleich er weiterhin die Rolle des Rechtsaußen bevorzugte. Neben seiner Schnelligkeit wurde sein harter und präziser Schuss geschätzt, wohingegen ihm häufig Inkonstanz vorgeworfen wurde – sein Haltung wurde oft als „schmollend“ charakterisiert, die dann zu Tage trat, wenn der Gegner sich jenseits der Fairnessregeln zu bewegen schien. Bereits im Jahr 1935 bat Barton darum, den Verein wieder verlassen zu können. Er blieb jedoch und erreichte mit seinen Mannen 1936 das Endspiel des FA Cups, das mit 0:1 gegen den FC Arsenal verloren ging. Kurz darauf wollte Sheffield United im Mai 1936 ein Transferangebot von Tottenham Hotspur in Höhe von 2.500 Pfund annehmen, das jedoch an Bartons Veto scheiterte. Zwei Jahre später versuchte sich der Klub erneut mit einem Verkauf für dieselbe Summe, nunmehr an Bradford City, aber erneut erklärte sich Barton nicht einverstanden. Stattdessen ersuchte er selbst im Januar 1939 nach einer Transferfreigabe, nachdem sich die Unmutsbekundungen der heimischen Fans in seine Richtung gemehrt hatten. Diese beruhigten sich jedoch wieder, zumal Sheffield United in der Saison 1938/39 die ersehnte Rückkehr in die höchste englische Spielklasse gelang.
Nach dem Ausbruch des Zweiten Weltkriegs arbeitete Barton in Sheffield und neben Einsätzen für seinen Klub gastierte er für Vereine wie Bradford City, den FC Chesterfield, Lincoln City, Rotherham United und Sheffield Wednesday. Als die Kampfhandlungen endeten, kehrte Barton nicht mehr in den Profifußball zurück und bis zu seinem Tod im Jahr 1969 hatte er seinen Lebensmittelpunkt in Sheffield.